# Waunana tulcan
Waunana tulcan är en spindelart som beskrevs av Huber 2000. Waunana tulcan ingår i släktet Waunana och familjen dallerspindlar.
Artens utbredningsområde är Ecuador. Inga underarter finns listade i Catalogue of Life.